# Lotari I de França

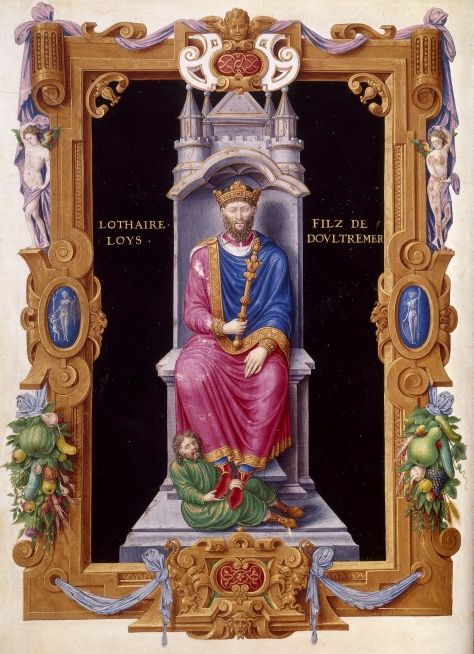
Lotari I

Lotari I de França (941 - 986) fou rei carolingi de França entre el 10 de setembre del 954 i l'1 de març del 986. Era fill de Lluís IV i Gerberga de Saxònia.

## Ascens al tron
Va ser coronat amb tretze anys el 954 a l'abadia de Sant Remigi en una cerimònia oficiada per l'arquebisbe Artald de Reims, després de la sobtada mort del seu pare. Els seus inicis com a governant van estar sota la tutela d'Hug el Gran, duc dels francs i comte de París, malgrat haver estat enemic del seu pare. Hug va ser compensat per aquesta feina amb el control sobre el Ducat d'Aquitània i bona part de la Borgonya.
Amb aquest inici, Lotari va esdevenir un rei sense gaire autoritat, envoltat de senyors més poderosos que ell, que en realitat eren enemics velats, entre ells Heribert II de Vermandois qui ja havia actuat amb traïdoria amb el seu avi Carles el Simple.

El 955 Lotari i Hug van anar a prendre Poitiers. Durant el setge va morir Hug i el rei se'n va fer càrrec dels seus fills (Hug Capet i Enric) posant-los sota la custòdia del seu oncle matern l'arquebisbe Brunó de Colònia.

## Conflictes militars a Lorena

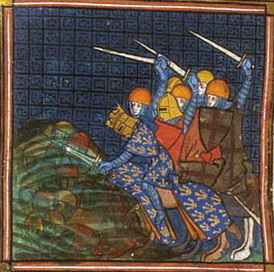
Lotari lluitant contra Odó II.

El comte Balduí III de Flandes havia mort el 962 després d'una expedició contra els normands en suport al rei. Lotari va anar cap a Flandes a prendre possessió del govern, perquè el fill del difunt era encara massa jove i així ho havia disposat l'avi del nen Arnulf I. Durant un temps Lotari va prendre el control sobre Arràs i Douai. Però no conformat amb això va voler recuperar les terres de la Lotaríngia que havien format part del regne dels seus avantpassats i així va entrar en conflicte amb l'emperador Otó II.

L'any 978, Lotari juntament amb Hug Capet va travessar el riu Mosa i van atacar el palau imperial d'Aquisgrà canviant la direcció de l'àguila imperial de Carlemagne girada cap a l'oest (França).

Otó II se'n va venjar a la tardor següent amb una incursió militar que va arribar fins a Reims, passant per París i devastant l'abadia de sant Medard a Soissons. Les forces de Lotari només van aconseguir contraatacar la rereguarda de l'exèrcit d'Otó quan tornava cap a les seves terres. La pau es va signar el juliol del 980 a Margut-sur-Chiers.

## El segrest d'Otó III
A la mort d'Otó II, el 7 de desembre del 983, Enric II de Baviera va segrestar el fill de tres anys de l'emperador Otó III esperant aconseguir la corona. L'arquebisbe de Reims Adalberó va demanar al rei Lotari que s'enfrontés amb Enric, però l'assumpte es va solucionar per si sol quan a meitat del 984 l'emperadriu Teòfana i l'arquebisbe de Magúncia Willigis van aconseguir rescatar el nen.

## Origen de la independència catalana

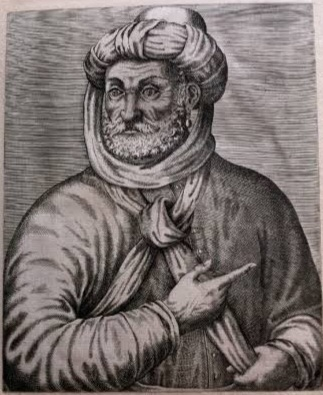
El cabdill musulmà Almansor va devastar molts territoris cristians de la península Ibèrica.

El 985, el comte de Barcelona Borrell II va enviar uns emissaris al rei Lotari demanant ajuda per a combatre la invasió d'Almansor, però Lotari es trobava malalt i tenia problemes per resoldre al comtat de Verdun, no li va enviar cap ajuda. Això va motivar el trencament definitiu de la relació de vassallatge dels comtats catalans amb la corona francesa. Perquè quedés més clar el comte Borrell no va assistir a la coronació dels següents reis ni retre'ls homenatge.

## Els últims dies de Lotari

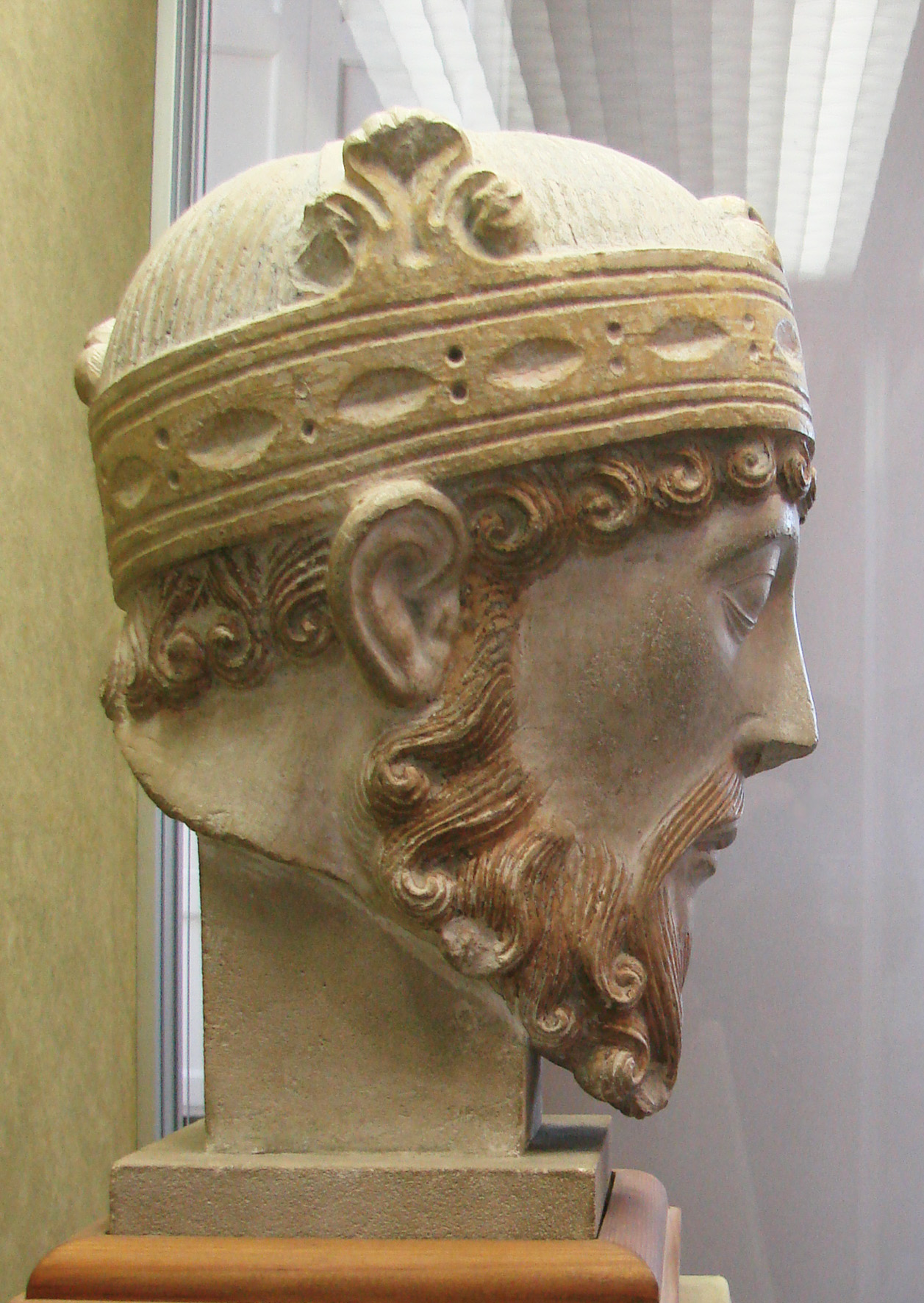
Escultura del rei Lotari al museu de sant Remi

El desprestigi de Lotari havia arribat a tal punt que Gerbert d'Aurillac escrivia en una carta adreçada a l'arquebisbe Adalberó de Reims que: «Lotari només és rei de França de nom; Hug [Capet] n'és, en canvi, no tan sols de nom sinó de fet i voluntat.» No gaire després l'arquebisbe es va declarar obertament a favor dels otonians i va provar d'influir perquè Hug fes el mateix, millorant la relació amb Otó III. El rei es va adonar de la situació i va convocar una trobada amb Adalberó sota falsos pretextes i, un cop allà, va acusar-lo de traïció. Però l'assemblea va ser dissolta per l'arribada d'Hug Capet i el seu exèrcit abans que s'hagués arribat a pronunciar un veredicte. Dues setmanes més tard, el 2 de març del 986 Lotari va morir a Laon.

## Matrimoni i descendència
Es va casar amb Emma d'Itàlia, filla de Lotari II d'Itàlia, amb qui va tenir dos fills:
- Lluís, que succeiria en el tron el seu pare i seria el darrer rei carolingi, Lluís V de França[16]
- Eudes († c. 13 Novembre 986), canonge de Reims[1]

Lotari va tenir dos fills il·legítims:
- Arnulf, arquebisbe de Reims
- Ricard († després del 991).